# Saint-Hilaire-la-Palud
Saint-Hilaire-la-Palud es una comuna francesa situada en el departamento de Deux-Sèvres, en la región de Nueva Aquitania.

## Demografía
| 1549 | 1543 | 1487 | 1422 | 1387 | 1344 | 1510 |
| Para los censos de 1962 a 1999 la población legal corresponde a la población sin duplicidades (Fuente: INSEE [Consultar]) |      |      |      |      |      |      |